# 87 км (зупинний пункт, Кримська дирекція)
87 кіломе́тр — пасажирський залізничний зупинний пункт Кримської дирекції залізничних перевезень Придніпровської залізниці на неелектрифікованій лінії Владиславівка — Крим між станціями Багерове (6 км) та Керч (4 км). Розташований в селі Мелек-Чесме Керченського району АР Крим.

## Пасажирське сполучення
На зупинному пункті 87 км здійснюють зупинки приміські поїзди сполученням Джанкой — Керч.